# 谷口雅
谷口 雅（たにぐち みやび、1949年 - ）は、写真家、写真評論家。2002年より2012年まで東京綜合写真専門学校校長。

## 来歴
1949年愛知県生まれ。福岡県立福岡高等学校を経て、東京綜合写真専門学校卒業。
「写真批評」編集部に勤務。その後、東京綜合写真専門学校講師となる。
写真家による自主ギャラリー「プリズム」（東京・新宿）設立にかかわる（このギャラリーは東京綜合写真専門学校や東京造形大学の在校生や卒業生が中心となって1976年3月に設立された。その後、このプリズムは閉廊している）。
1985年のつくば写真美術館'85の企画にも参加した。
個展、グループ展や展覧会の企画も行う。
なお、福岡在住で布を使った作品を制作する谷口雅（）は別人。

## 著作
- 「変容するまなざし、日本の現代作家」（『パリ・ニューヨーク・東京』展カタログ、つくば写真美術館、1985年）

## 展覧会
- 「雅／山」谷口雅：山田大輔 写真展（2006年12月14日～30日、現代ハイツ GalleryDEN）
- 谷口雅 写真展『Discussion』（タンバリンギャラリー（TAMBOURIN GALLERY）、2010年7月6日-7月10日）タンバリンギャラリーのサイト
- 谷口雅 写真展『寝ている間に革命があったようだ』（ブロイラースペース（Broiler Space）、2011年3月29日(火) ～ 4月9日(土)）ブロイラースペースのサイト

## 教え子
- 金村修
- 原美樹子
- 新井卓